# Championnat d'Égypte de football 1976-1977
Navigation
Saison précédente Saison suivante
La saison 1976-1977 du Championnat d'Égypte de football est la 21e édition du championnat de première division égyptien. Quinze clubs égyptiens prennent part au championnat organisé par la fédération. Les équipes sont regroupées au sein d'une poule unique où elles rencontrent leurs adversaires deux fois, à domicile et à l'extérieur. À l'issue du championnat, pour faire passer l'élite de 15 à 14 clubs, les trois derniers du classement sont relégués et remplacés par les deux meilleures équipes de deuxième division.
C'est le club d'Al Ahly SC, double tenant du titre, qui remporte à nouveau la compétition, après avoir terminé en tête du classement final, avec cinq points d'avance sur le Zamalek SC et dix sur l'Ittihad Alexandrie. C'est le 14e titre de champion d'Égypte de l'histoire du club.

## Les clubs participants
| - Al Ahly SC - Tersana SC - Zamalek SC - Esco - Ittihad Alexandrie - Ismaily SC - Suez El-Riyadi - Al Sekka Al Hadid | - Kafr El-Shaikh - Al Olympi - Al Tayaran - Al-Masry Club - El-Plastic - Al Mansourah Sporting Club - Ghazl El Mahallah |

## Compétition
Le classement est établi sur le barème de points classique (victoire à 2 points, match nul à 1, défaite à 0).

### Classement
| Rang | Équipe                     | Pts | J  | G  | N  | P  | Bp | Bc | Diff |
| ---- | -------------------------- | --- | -- | -- | -- | -- | -- | -- | ---- |
| 1    | Al Ahly SC T               | 50  | 28 | 23 | 4  | 1  | 48 | 10 | +38  |
| 2    | Zamalek SC C               | 45  | 28 | 18 | 9  | 1  | 56 | 13 | +43  |
| 3    | Ittihad Alexandrie         | 40  | 28 | 14 | 12 | 2  | 27 | 16 | +11  |
| 4    | Al Mansourah Sporting Club | 30  | 28 | 8  | 14 | 6  | 23 | 19 | +4   |
| 5    | Esco                       | 30  | 28 | 10 | 10 | 8  | 31 | 29 | +2   |
| 6    | Suez El-Riyadi             | 29  | 28 | 8  | 13 | 7  | 25 | 25 | 0    |
| 7    | Ismaily SC                 | 26  | 28 | 7  | 12 | 9  | 21 | 24 | -3   |
| 8    | Tersana SC                 | 26  | 28 | 9  | 8  | 11 | 22 | 26 | -4   |
| 9    | Ghazl El Mahallah          | 25  | 28 | 6  | 13 | 9  | 20 | 24 | -4   |
| 10   | El-Plastic                 | 24  | 28 | 7  | 10 | 11 | 20 | 32 | -12  |
| 11   | Al Olympi                  | 23  | 28 | 4  | 15 | 9  | 13 | 22 | -9   |
| 12   | Al-Masry Club              | 22  | 28 | 5  | 12 | 11 | 19 | 28 | -9   |
| 13   | Kafr El-Shaikh             | 20  | 28 | 3  | 14 | 11 | 12 | 29 | -17  |
| 14   | Al Sekka Al Hadid          | 15  | 28 | 3  | 9  | 16 | 17 | 35 | -18  |
| 15   | Al Tayaran                 | 15  | 28 | 3  | 9  | 16 | 21 | 43 | -22  |

| Légende : Qualifications et relégations | Légende : Qualifications et relégations                        |
| --------------------------------------- | -------------------------------------------------------------- |
|                                         | Qualification pour la Coupe d'Afrique des clubs champions 1978 |
|                                         | Qualification pour la Coupe des Coupes 1978                    |
|                                         | Relégation directe en deuxième division                        |
|                                         | T : Tenant du titre C : Vainqueur de la Coupe d'Égypte         |

## Bilan de la saison
| Championnat d'Égypte de football 1976-1977 |                        |
| Champion                                   | Al Ahly SC (13e titre) |
| Coupes et trophées                         |                        |
| Vainqueur de la Coupe d'Égypte 1976-1977   | Zamalek SC             |
| Qualifications continentales               |                        |
| Coupe d'Afrique des clubs champions 1978   | Al Ahly SC             |
| Coupe des Coupes 1978                      | Zamalek SC             |
| Promotions et relégations                  |                        |
| Promus en Egyptian Premier League          | Factory 36             |
| Promus en Egyptian Premier League          | Gut Bilbeis            |
| Relégués en Egyptian Second League         | Kafr El-Shaikh         |
| Relégués en Egyptian Second League         | Al Sekka Al Hadid      |
| Relégués en Egyptian Second League         | Al Tayaran             |